# Windows Movie Maker
Windows Movie Maker — це застосунок, за допомогою якого можна створювати відеомонтаж. Цей редактор був вперше включений у Windows Me. Оновлена версія програми включена в Windows XP, Windows XP Media Center Edition та Windows Vista. Після випуску Vista, робота над програмою була припинена.
Відео, створене у Windows Movie Maker має невелику роздільну здатність, тому не є високоякісним.

## Можливості
- Отримання відео з цифрової відеокамери
- Створення слайд-шоу із зображень
- Обрізання або склеювання відео
- Накладення звукової доріжки
- Додавання заголовків і титрів
- Створення переходів між фрагментами відео
- Додавання простих ефектів
- Створення відео у форматі WMV або AVI, а також налаштувати якість зображення.

Windows Live Movie Maker останньої версії вийшов в жовтні 2009 року - на місяць раніше, ніж Windows 7 (у нову версію Windows 7 WLMM, як і Windows Mail, не входить). Новий реліз досить цікавий - додано багато нових функцій, збільшилася стабільність роботи, серйозно перероблений інтерфейс програми.
Нова версія підтримує такі формати файлів - Windows Media Video (WMV), Windows Media DV - AVI, Microsoft Recorded TV Show, MPEG -2, MPEG -1, 3 GP, 3 GPP, JPEG, TIFF, GIF, Motion JPEG, Bitmap, PNG, QuickTime. mov і. qt, AVCHD, і файли MPEG -4. Останні три формати підтримуються тільки в Windows 7 - це пов'язано з її найкращою підтримкою форматів файлів в загальному.
Програма насамперед призначена для простих непрофесійних користувачів, яким необхідний нескладний, але зручний і функціональний інструмент для роботи з відео. Що стосується функціональності, достатнім буде процитувати заяву Microsoft про можливості поширення відеофайлів з допомогою WLMM - їх можна зберегти на зовнішній плеєр, записати на DVD, відтворити на DVD, на Xbox, на iPod, на Zune, відправити на сервіс зберігання відео, на сервіс обміну відео (Youtube, Facebook, надалі планується підтримка і інших сервісів).
Серед найцікавіших нових функцій WLMM необхідно згадати Live Preview - до цієї версії відсутня можливість попереднього перегляду дії ефектів на відео. Тепер при простому наведенні покажчика миші ви можете подивитися результат